# Arie van Harten
Arie van Harten (Katwijk aan Zee, 1 juli 1942 – Ulvenhout, 23 december 2004) was een Nederlands politicus van het CDA.
Hij is coördinerend inspecteur beroepsonderwijs en volwasseneneducatie geweest en werd in 1991 lid van de Provinciale Staten van Noord-Brabant. In 1995 werd hij daar gedeputeerde met eerst Verkeer, Waterstaat en Volkshuisvesting in zijn portefeuille en later Cultuur, Onderwijs en Stedelijke Vernieuwing. In mei 2001 volgde zijn benoeming tot burgemeester van Woudrichem. In juni 2004 legde Van Harten vanwege een ernstige ziekte tijdelijk zijn functies neer. Eind 2004, nog tijdens zijn burgemeesterschap, overleed hij op 62-jarige leeftijd aan leverkanker.